# Simon Schwendener
Simon Schwendener (Buchs, 10 febbraio 1829 – Berlino, 27 maggio 1919) è stato un botanico svizzero, noto per i suoi studi sulla fitotomia e sulla fisiologia delle piante, e sulla simbiosi del lichene.